# 로사노 브라치

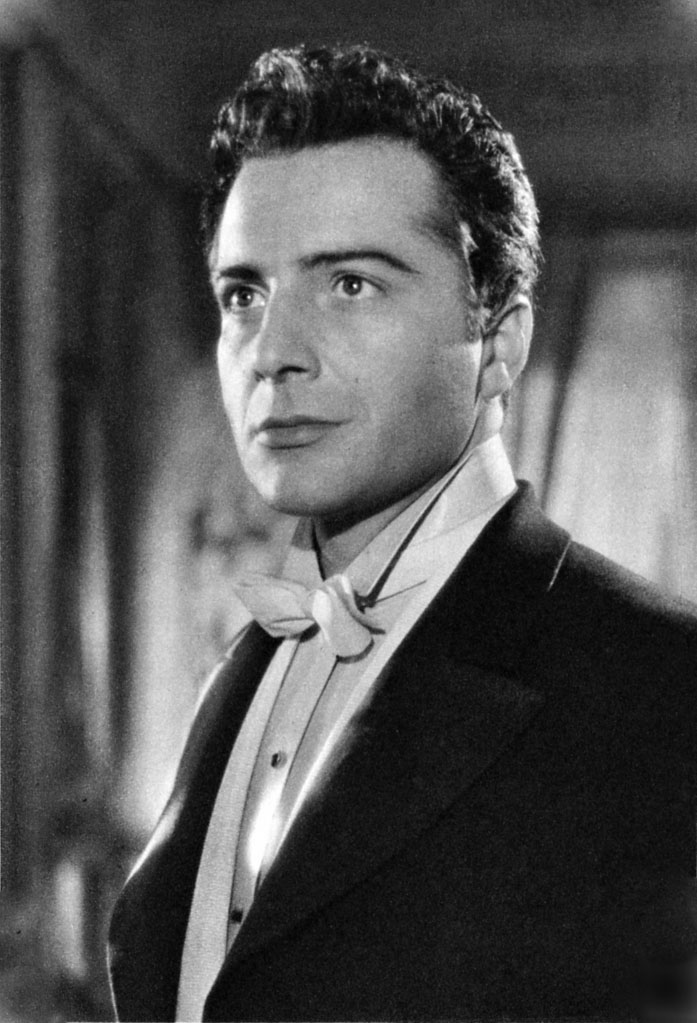

로사노 브라치(Rossano Brazzi, 1916년 9월 18일 ~ 1994년 12월 24일)는 이탈리아의 배우, 영화 감독, 가수, 영화배우, 텔레비전 배우이다.
볼로냐에서 태어났으며 로마에서 사망하였다. 사인은 질병이다.

## 영화
- 아퀼라 네라 (1946년)
- 작은 아씨들 (1949년) - 베어 교수 역
- 교수대 (1953년)
- 맨발의 백작부인 (1954년)
- 애천 (1954년)
- 여정 (1955년)
- 레전드 오브 더 로스트 (1957년)
- 에스더 코스텔로의 이야기 (1957년)
- 남태평양 (1958년) - 에밀 역
- 축복 (1959년)
- 플로렌스에서 핀 사랑 (1962년)
- 연애센터 (1962년)
- 크리스마스 댓 올모스트 워즌트 (1966년)
- 우먼 타임스 세븐 (1967년)
- 싸이크아웃 포 머더 (1969년)
- 더 어드벤처스 (1970년)
- 언 아이 포 언 아이 (1971년)
- 사랑은 영원히 (1972년)
- 미스터 킹스트리츠 워 (1973년)
- 사랑의 유람선 (1977년)
- 오멘 3 - 심판의 날 (1981년) - 드카를로 역
- 피어 시티 (1984년)
- 살인자를 위한 방식 (1985년)
- 크리스토퍼 콜럼버스 (1985년)
- 파이널 저스티스 (1985년)
- 바티칸 특명 (1989년)
- 페이탈 프레임 (1996년)